# Акропорови корали
Acropora е род корали, най-разнообразният в света, за който е характерно образуването на коралови рифове. Среща се в трите големи океана. От този род се отличават над 120 отделни вида.

## Особености
Коралите виреят в колонии, на цвят повечето са кафяви, срещат се и зелени. Стената им е пореста. Нямат септум. Характерна е симбиозата.